# Genzaburō Noguchi
Genzaburō Noguchi (jap. 野口源三郎 Noguchi Genzaburō; ur. 24 sierpnia 1888 w Yokoze, zm. 16 marca 1967 w Bunkyō) – japoński lekkoatleta, wieloboista.
Podczas igrzysk olimpijskich w Antwerpii (1920) zajął 12. miejsce w dziesięcioboju.

## Rekordy życiowe
- Dziesięciobój – 3755 pkt. (1920)